# Turbina
Turbina je český film z roku 1941 natočený režisérem Otakarem Vávrou podle předlohy Karla Matěje Čapka-Choda. Hlavní ženskou roli ztvárnila Lída Baarová, císařského radu Ullika František Smolík.
Děj filmu se odehrává v 19. století, kdy rodina císařského rady Ullika zažívá přerod od tradičních společenských hodnot k novým, kterým nerozumí, ale s nimiž se musí vyrovnat.

## Tvůrčí štáb
- Československý státní film uvádí film vyrobeny v r. 1941
- "Turbina"
- Podle stejnojmenného románu K. M. Čapka-Choda
- Kamera: Václav Hanuš
- Hudba: Jiří Srnka
- Režie: Otakar Vávra

## Herecké obsazení
| František Smolík       | císařský rada Ullik, majitel mlýnů             |
| Lída Baarová           | zpěvačka Tynda, Ullikova dcera                 |
| Vlasta Matulová        | lékařka Marie, Ullikova druhá dcera            |
| Rudolf Hrušínský       | Bohumil zvaný Bonďa, Ullikův syn               |
| Meda Valentová         | teta Rézi                                      |
| Eduard Kohout          | Artuš Fabian, Ullikův švagr                    |
| Marie Glázrová         | dělnice Žofka Pečulíková, Fabianova milenka    |
| Jaroslav Vojta         | noční hlídač Nezmara                           |
| Vítězslav Vejražka     | Václav, syn Nezmary                            |
| Karel Höger            | dr. Arnošt Zouplna, asistent v observatoři     |
| Jindřich Plachta       | příštipkář Zouplna, Arnoštův otec              |
| Vladimír Majer         | ing. John Mour, českoamerický podnikatel       |
| Marie Brožová          | profesorka zpěvu Májová                        |
| Karel Dostal           | dr. König, berlínský hudební kritik            |
| Božena Svobodová       | primadona Boguslawská                          |
| Fred Bulín             | inženýr stavbyvedoucí                          |
| Vojta Novák            | prokurista firmy Ullik                         |
| Anna Gabrielová        | služka u Ulliků                                |
| Růžena Gottliebová     | pekařská dělnice                               |
| Stanislava Strobachová | pekařská dělnice                               |
| Elsa Vetešníková       | pekařská dělnice                               |
| Emanuel Hříbal         | listonoš                                       |
| Josef Bělský           | předseda tenisového klubu                      |
| Milada Horutová        | dívka ze společnosti                           |
| F. X. Mlejnek          | host v kavárně                                 |
| Antonín Jirsa          | host v kavárně, hráč karet                     |
| Jan Černý              | akcionář                                       |
| Jaroslav Hladík        | akcionář                                       |
| Vladimír Smíchovský    | berní zřízenec                                 |
| Karel Máj              | uchazeč o místo v divadle                      |
| František Filipovský   | výběrčí na dobročinné účely                    |
| Josef Hořánek          | ředitel Národního divadla                      |
| Viktor Nejedlý         | zřízenec v Národním divadle                    |
| Karel Němec            | vrátný v Národním divadle                      |
| Karel Roden starší     | Mourův komorník                                |
| Marie Oliaková         | divačka v Národním divadle/divačka na koncertě |
| Jožka Charvát          | dirigent v Národním divadle                    |

## TExterní odkazy
- Turbina ve Filmovém přehledu
- Turbina v Česko-Slovenské filmové databázi
- Turbina v Internet Movie Database (anglicky)